# Hamar

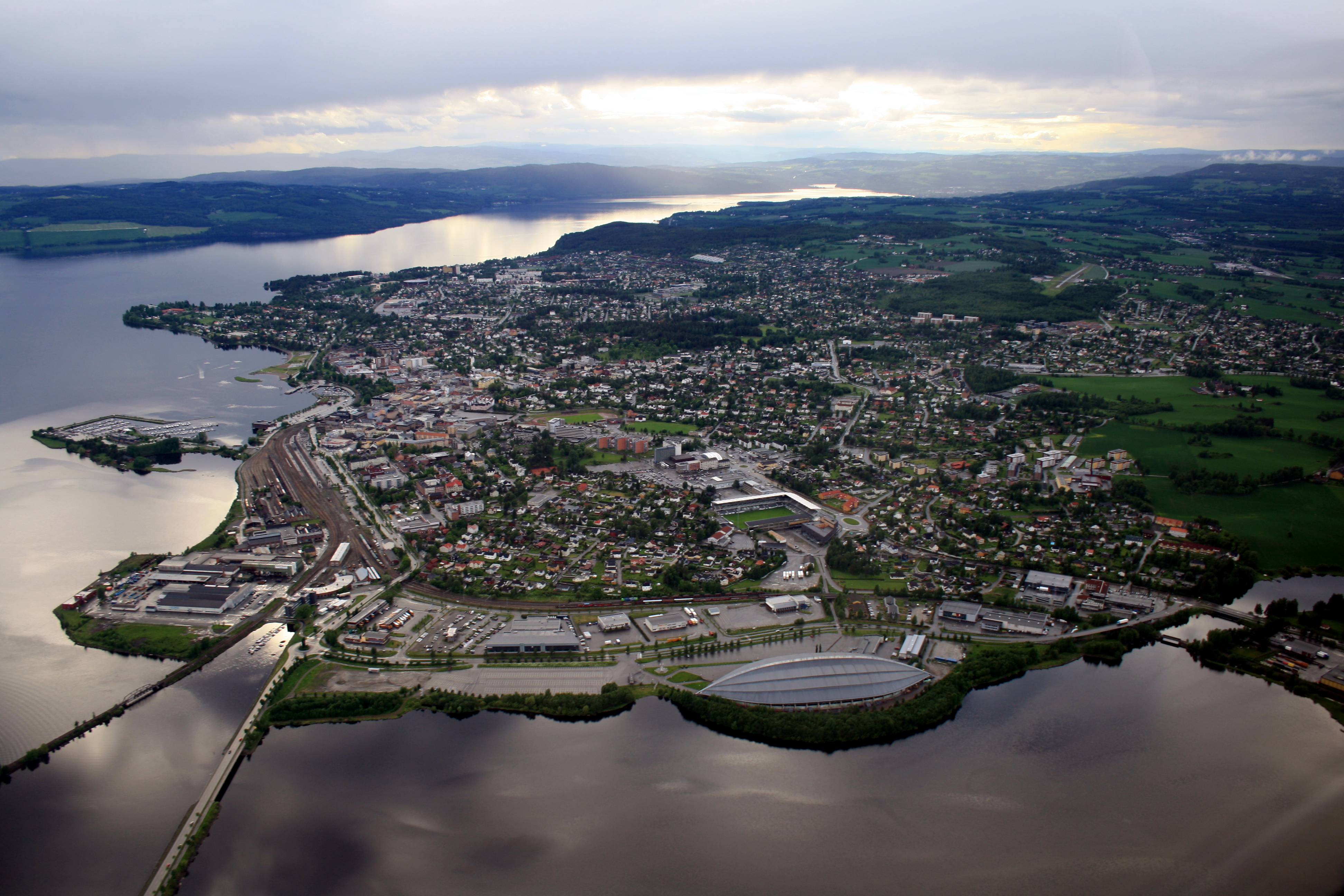
Hamar vanuit de lucht

Hamar is de hoofdstad van de provincie Innlandet in Noorwegen. De stad heeft 32.382. inwoners (2023). De stad ligt aan het meer Mjøsa, het grootste meer van Noorwegen. De gemeente grenst in het noordwesten aan Ringsaker, in het noorden aan Åmot, in het oosten aan Løten en in het zuiden aan Stange. 
Het landgoed Åker nabij het moderne Hamar was vanaf ongeveer 500 n.Chr. een belangrijk machtscentrum. Hamar was de enige middeleeuwse stad in Noorwegen buiten de kustregionen.  In 1152 werd Hamer de hoofdstad van een bisdom. De nog steeds bestaande school Katedralskole stamt uit 1153. 
In de stad bevindt zich het Noors Spoorwegmuseum. Vliegveld Stafsberg ligt ten noorden van Hamar.

## Sport
In 1994 werden in Lillehammer de Olympische Winterspelen georganiseerd. Hamar was onder andere de gastheer voor het kunstschaatsen en het schaatsen. 
Hamar is in Nederland vooral bekend door haar schaatsstadion. Ook in het verleden was de plaats bij Nederlandse schaatsers al bekend. Voordat in Nederland kunstijsbanen werden aangelegd was Hamar vaak de plek waar de kernploeg trainde als er in Nederland geen natuurijs was. Al in 1895 werd Jaap Eden wereldkampioen in Hamar.

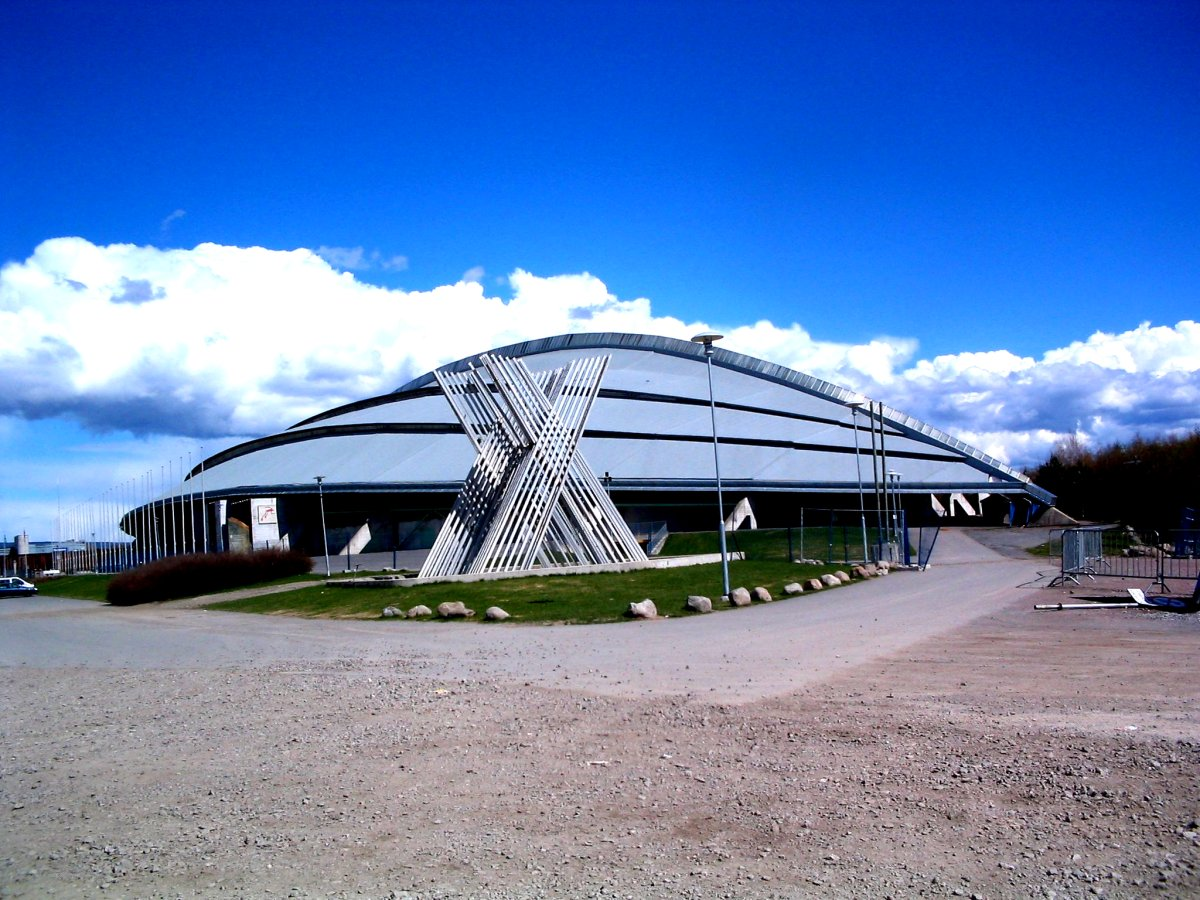
Vikingskipet

In het Vikingskipet, een omgekeerd Vikingschip, vanwege de vorm van het gebouw, worden regelmatig schaatswedstrijden gehouden. Zo werd het WK allround voor mannen 1993 hier gehouden. In 1994 was Hamar de locatie voor de schaatswedstrijden van de Olympische Spelen, het WK Allround werd er in 1999 en 2004 gereden. Later werd ook Sven Kramer er meerdere keren wereldkampioen: in 2009, 2010, 2013 en 2017. In 2022 werd Irene Schouten in Hamar wereldkampioen allround vrouwen.
De voetbalclub van Hamar is Hamarkameratene Fotball, ook wel HamKam genoemd. De club heeft meer dan 20 seizoenen op het hoogste Noorse profniveau gespeeld. 
Hamar was in 1999 gastheer van het WK ijshockey.

## Plaatsen in de gemeente
- Ingeberg
- Slemsrud
- Vang

## Geboren
- Arve Arvesen (1869-1951), violist
- Peter Sinnerud (1876-1972), schaatser
- Pauline Hall (1890), componiste
- Kirsten Flagstad (1895), sopraan
- Ingrid Semmingsen (1910), eerste vrouwelijke hoogleraar geschiedenis in Noorwegen
- Rut Brandt (1920), verzetsstrijdster en tweede vrouw van Willy Brandt
- Egil Danielsen (1933), olympisch kampioen speerwerpen
- Dag Fornæss (1948), schaatser
- Hilde Gjermundshaug Pedersen (1964), langlaufster
- Audun Grønvold (1976-2025), freestyleskiër
- Thorstein Helstad (1977), voetballer
- Trygve Slagsvold Vedum (1978), minister van financiën
- Anette Trettebergstuen (1981), politica
- Even Wetten (1982), schaatser
- Mari Samuelsen (1984), violiste
- Petter Vaagan Moen (1984), voetballer
- Frida Ånnevik (1984), zangeres
- Marcus Pedersen (1990), voetballer
- Kristian Ulekleiv (1996), schaatser
- Markus Solbakken (2000), voetballer

Alvdal · Dovre · Eidskog · Elverum ·  Engerdal · Etnedal · Folldal · Gausdal · Gjøvik · Gran · Grue ·  Hamar · Kongsvinger · Lesja · Lillehammer · Lom ·  Løten · Nord-Aurdal · Nord-Fron · Nord-Odal · Nordre Land · Os · Østre Toten · Øyer · Øystre Slidre · Rendalen · Ringebu · Ringsaker · Sel · Skjåk · Stange · Stor-Elvdal · Søndre Land · Sør-Aurdal · Sør-Fron · Sør-Odal · Tolga · Trysil · Tynset · Vågå · Våler · Vang · Vestre Slidre · Vestre Toten · Åmot · Åsnes

Fylker van Noorwegen